# Kim Tae-young (futbolista nacido en 1970)
Kim Tae-young (en coreano: 김태영; Goheung, Jeolla del Sur, 8 de noviembre de 1970) es un exfutbolista y actual entrenador surcoreano. Jugaba de defensa central o de lateral izquierdo y su último club fue el Jeonnam Dragons de Corea del Sur, en donde desarrolló casi toda su carrera deportiva. Actualmente dirige a Cheonan City FC de la K3 League.
Kim fue internacional absoluto por la selección de fútbol de Corea del Sur y disputó las Copas Mundiales de la FIFA de 1998 y 2002. En este último certamen, formó una defensiva línea de 3 junto con Hong Myung-bo y Choi Jin-cheul, con la que contribuyó al cuarto puesto obtenido por los Guerreros Taeguk. Era reconocido por su máscara de protección nasal, que empezó a usar desde cuartos de final, debido a un golpe propinado por Christian Vieri durante el encuentro de octavos de final.
A nivel de entrenador, fue ayudante de campo de Hong Myung-bo en la selección de Corea del Sur durante la Copa Mundial de Fútbol de 2014.

## Trayectoria

### Clubes como futbolista
| Club            | País          | Año         |
| --------------- | ------------- | ----------- |
| Kookmin Bank    | Corea del Sur | 1993 - 1994 |
| Jeonnam Dragons | Corea del Sur | 1995 - 2005 |

### Selección nacional como futbolista
| Selección | País          | Año         |
| --------- | ------------- | ----------- |
| Absoluta  | Corea del Sur | 1992 - 2004 |

### Clubes como entrenador
| Club                                         | País          | Año             |
| -------------------------------------------- | ------------- | --------------- |
| Universidad Católica de Kwandong (asistente) | Corea del Sur | 2006 - 2007     |
| Ulsan Hyundai (asistente)                    | Corea del Sur | 2013            |
| Jeonnam Dragons (asistente)                  | Corea del Sur | 2015            |
| Suwon Samsung Bluewings (asistente)          | Corea del Sur | 2017 - 2018     |
| Cheonan City                                 | Corea del Sur | 2020 - Presente |

### Selección nacional como entrenador
| Selección            | País          | Año         |
| -------------------- | ------------- | ----------- |
| Sub-20 (asistente)   | Corea del Sur | 2009        |
| Sub-23 (asistente)   | Corea del Sur | 2009 - 2012 |
| Absoluta (asistente) | Corea del Sur | 2014        |

## Estadísticas

### Como futbolista

#### Clubes
| Club            | Año           | Liga            | Liga  | Liga  | Copa  | Copa  | Copa de la Liga | Copa de la Liga | Continental | Continental | Total | Total |
| Club            | Año           | División        | Part. | Goles | Part. | Goles | Part.           | Goles           | Part.       | Goles       | Part. | Goles |
| --------------- | ------------- | --------------- | ----- | ----- | ----- | ----- | --------------- | --------------- | ----------- | ----------- | ----- | ----- |
| Kookmin Bank    | 1993          | Semi-pro League |       |       |       |       |                 |                 | —           | —           |       |       |
| Kookmin Bank    | 1994          | Semi-pro League |       |       |       |       |                 |                 | —           | —           |       |       |
| Kookmin Bank    | Total         | Total           |       |       |       |       |                 |                 | —           | —           |       |       |
| Jeonnam Dragons | 1995          | K League        | 25    | 2     | —     | —     | 7               | 0               | —           | —           | 32    | 2     |
| Jeonnam Dragons | 1996          | K League        | 21    | 0     |       |       | 7               | 1               | —           | —           | 28    | 1     |
| Jeonnam Dragons | 1997          | K League        | 7     | 1     |       |       | 10              | 0               | —           | —           | 17    | 1     |
| Jeonnam Dragons | 1998          | K League        | 18    | 0     |       |       | 1               | 0               |             |             | 19    | 0     |
| Jeonnam Dragons | 1999          | K League        | 21    | 0     |       |       | 9               | 0               |             |             | 30    | 0     |
| Jeonnam Dragons | 2000          | K League        | 23    | 0     |       |       | 8               | 0               | —           | —           | 31    | 0     |
| Jeonnam Dragons | 2001          | K League        | 20    | 1     |       |       | 6               | 0               | —           | —           | 26    | 1     |
| Jeonnam Dragons | 2002          | K League        | 23    | 0     |       |       | 1               | 0               | —           | —           | 24    | 0     |
| Jeonnam Dragons | 2003          | K League        | 29    | 0     |       |       | —               | —               | —           | —           | 29    | 0     |
| Jeonnam Dragons | 2004          | K League        | 12    | 0     |       |       | 0               | 0               | —           | —           | 12    | 0     |
| Jeonnam Dragons | 2005          | K League        | 2     | 0     |       |       | 0               | 0               | —           | —           | 2     | 0     |
| Jeonnam Dragons | Total         | Total           | 201   | 4     |       |       | 49              | 1               |             |             | 250   | 5     |
| Total carrera   | Total carrera | Total carrera   | 201   | 4     |       |       | 49              | 1               |             |             | 250   | 5     |

#### Selección nacional
Fuente:
| Selección de Corea del Sur | Selección de Corea del Sur | Selección de Corea del Sur |
| Año                        | Part.                      | Goles                      |
| -------------------------- | -------------------------- | -------------------------- |
| 1992                       | 1                          | 0                          |
| 1993                       | 10                         | 3                          |
| 1994                       | 0                          | 0                          |
| 1995                       | 0                          | 0                          |
| 1996                       | 2                          | 0                          |
| 1997                       | 13                         | 0                          |
| 1998                       | 15                         | 0                          |
| 1999                       | 5                          | 0                          |
| 2000                       | 9                          | 0                          |
| 2001                       | 15                         | 0                          |
| 2002                       | 17                         | 0                          |
| 2003                       | 12                         | 0                          |
| 2004                       | 6                          | 0                          |
| Total                      | 105                        | 3                          |

##### Goles internacionales
| No | Fecha              | Sede                | Oponente | Gol     | Resultado | Competición                                          |
| -- | ------------------ | ------------------- | -------- | ------- | --------- | ---------------------------------------------------- |
| 1. | 9 de marzo de 1993 | Vancouver, Canadá   | Canadá   | 1 gol   | 2–0       | Amistoso                                             |
| 2. | 9 de junio de 1993 | Seúl, Corea del Sur | India    | 2 goles | 7–0       | Eliminatorias para la Copa Mundial de Fútbol de 1994 |
| 3. | 9 de junio de 1993 | Seúl, Corea del Sur | India    | 2 goles | 7–0       | Eliminatorias para la Copa Mundial de Fútbol de 1994 |

##### Participaciones en fases finales
| Torneo                          | Sede                  | Resultado        | Partidos | Goles |
| ------------------------------- | --------------------- | ---------------- | -------- | ----- |
| Copa Mundial de Fútbol de 1998  | Francia               | Primera fase     | 3        | 0     |
| Copa de Oro de la Concacaf 2000 | Estados Unidos        | Primera fase     | 2        | 0     |
| Copa Asiática 2000              | Líbano                | Tercer puesto    | 3        | 0     |
| Copa Confederaciones 2001       | Corea del Sur / Japón | Primera fase     | 3        | 0     |
| Copa de Oro de la Concacaf 2002 | Estados Unidos        | Cuarto puesto    | 0        | 0     |
| Copa Mundial de Fútbol de 2002  | Corea del Sur / Japón | Cuarto puesto    | 7        | 0     |
| Copa Asiática 2004              | China                 | Cuartos de final | 1        | 0     |